# Анук Теуве
Anouk (Anouk Teeuwe, укр. Анук Теуве, (8 квітня 1975) — нідерландська співачка, музична продюсерка, поетеса-піснярка та композиторка. Виконує композиції в стилі поп-рок. Починаючи з 1997 року випустила 10 платівок (включаючи сингли, а також живі записи  з концертів). Має оригінальний тембр голосу.

## Біографія
Анук Теуве народилася 8 квітня 1975 року, в місті Гаага, Нідерланди.
Інтерес Анук до музики виник під впливом матері, яка була співачкою блюзу. На початку кар'єри Анук співала на весіллях і вечірках з музичним гуртом Shotgun Wedding, до зустрічі з Баррі Геєм, солістом гурту Golden Earring і другом її колишнього чоловіка Едвіна Янсена. Він помітив талант Анук і запропонував написати для неї кілька пісень (одна з яких Mood Indigo). Пісня Mood Indigo була написана у співпраці з George Kooymans (теж учасник гурту Golden Earring).
До 1998 року Анук була у шлюбі зі своїм менеджером Едвіном Янсем.
16 березня 2004 року одружилася з Ремоном Стотійном (фронтменом реггі / реп-гурту Postmen). Народила трьох дітей: син Бенджамін Кінгслі (18 квітня 2002), син Ілля Джеремія (5 грудня 2003) і дочка Фенікс Рей (3 червня 2005). У травні 2008 року пара оголосила про «гармонійне» взаємне розлучення. У 2010 році вона народила 4-у дитину, сина на Джесію Докса. Батьком дитини був її останній бойфренд, з який вона розлучилася.

## Дискографія

### Студійні альбоми
| Альбом              | Дата виходу       | Нідерланди | Бельгія | Продажі       | Сертифікації                                        |
| ------------------- | ----------------- | ---------- | ------- | ------------- | --------------------------------------------------- |
| Together Alone      | 15 жовтня 1997    | 1          | 3       | 400 000+ (NL) | NL: 4 × Платиновий / ITA: Платиновий / SWE: Золотий |
| Urban Solitude      | 20 листопада 1999 | 1          | 20      | 200 000+ (NL) | NL: 2 × Платиновий / BE: Золотий                    |
| Lost Tracks         | 18 листопада 2002 | 1          | 5       | 55 000+ (NL)  | NL: Золотий                                         |
| Graduated Fool      | 7 березня 2003    | 3          | 5       | 25 000+ (NL)  | NL: -, BE:-                                         |
| Hotel New York      | 3 грудня 2004     | 1          | 1       | 240,000+ (NL) | NL: 3 × Платиновий, BE: Платиновий                  |
| Who's Your Momma?   | 23 листопада 2007 | 1          | 4       | 210 000+ (NL) | NL: 3 × Платиновий, BE: Золотий                     |
| For Bitter or Worse | 18 вересня 2009   | 1          | 2       | 150 000+ (NL) | NL: 3 × Платиновий, BE: Платиновий                  |
| To Get Her Together | 20 травня 2011    | 1          | 4       | 100 000+ (NL) | NL: 2 × Платиновий                                  |

### Концертні альбоми
| Альбом            | Дата виходу    | Нідерланди | Бельгія | Продажі       | Сертифікації                   |
| ----------------- | -------------- | ---------- | ------- | ------------- | ------------------------------ |
| Update (Acoustic) | 5 січня 2004   | 9          | 38      | ?             | ?                              |
| Anouk Is Alive    | 28 квітня 2006 | 8          | 5       | 100 000+ (NL) | NL: Платиновий, BE: Платиновий |
| Live at Gelredome | 27 червня 2008 | 1          | 16      | 100,000+ (NL) | NL: Платиновий, BE: Срібний    |